# Рыжов, Дмитрий Александрович (1972)
Дми́трий Алекса́ндрович Рыжо́в (7 мая 1972, Горький, СССР) — российский футболист, полузащитник.

## Карьера
Воспитанник горьковской ДЮСШ-8. Дебютировал в первенстве СССР в 1991 году в команде Второй низшей лиги «Знамя» Арзамас, следующий год провёл во Второй российской лиге в команде, переименованной в «Торпедо». Сезон-1993 отыграл в «Горняке» Хромтау, с которым стал бронзовым призёром чемпионата Казахстана. Вернувшись в Россию, играл в Первой, Второй и Третьей лигах за «Торпедо» Арзамас (1994—1996), «Торпедо-Викторию» Нижний Новгород (1997—2000), «Энергетик» Урень (2001). В дальнейшем выступал на любительском уровне за команды Клина: «Клин», «Титан» (2002—2010) и «Химик-Клин» / «Химик» (с 2011).